# Glyceria occidentalis
Glyceria occidentalis är en gräsart som först beskrevs av Charles Vancouver Piper, och fick sitt nu gällande namn av J.C.Nelson. Glyceria occidentalis ingår i släktet glycerior, och familjen gräs. Inga underarter finns listade i Catalogue of Life.